# 1990年リトアニア最高会議選挙
1990年リトアニア最高会議選挙は、 最高会議での議席をめぐって、1990年上旬にリトアニア・ソビエト社会主義共和国で行われた議会選挙である。この選挙は、1940年に人民セイマスが設置されて以来初めて非共産党候補の出馬が許可された選挙であり、ソビエト・リトアニアで最初で最後の自由な複数政党制選挙だった。
この選挙では、ソビエト連邦からの独立を志向するサユディスの活動家らが、政党を結成せずに他党の様々な候補をそれぞれの人格に基いて支持した。サユディスによる支持は公式の所属政党よりも重要な意味合いを持つこととなり、最終的にサユディス派の候補らは135議席中91議席を獲得した。そしてこの結果は3月11日のリトアニア独立回復宣言への追い風となった。

## 背景
1989年3月26日、ソビエト連邦人民代議員大会での42議席をめぐる選挙が行われた。この選挙は復活祭と重なり、さらにリトアニア自由連盟などの反体制派によるボイコットも行われたにもかかわらず、リトアニア・ソビエト社会主義共和国ではその投票率は82.5パーセントに達した。その結果は39議席中36議席で共産党候補が敗れるというサユディスの圧勝であり、共産党の獲得議席は6議席にとどまった。さらに、このうち2議席はサユディスが共産党独立派候補のアルギルダス・ブラザウスカスとヴラディミラス・ベリョゾヴァスを支持して対立候補を擁立しないという無投票当選であった。
弱体化した共産党でも、党内の独立派であるブラザウスカスなどに支持が集まり、ついには主権回復を訴えてサユディスと協力関係を持つに至った。12月7日には、当時は共産党の影響下にあったリトアニア共和国最高会議も、共産党の指導性を規定した憲法第6条をリトアニア共和国憲法から削除することを決定した。これにより、以降のリトアニアでは複数政党制選挙を実施するための法的障壁は取り除かれることとなった。次ぐ同月19日から20日にかけての第20回党大会において、リトアニア共産党は自党のソ連共産党からの離脱を決議した。この一連の動向によってブラザウスカスは、連邦共産党中央委員会、そして個人的にリトアニアを訪問した連邦共産党書記長のミハイル・ゴルバチョフによって叱責を受けた。また、リトアニア共産党の自由化に反発した党内の保守派も独自に新たな共産党を設立し、「本物の」共産党を自称するようになった。ミコラス・ブロケヴィチュスに率いられたこの反独立派グループには、リトアニア国内のロシア人やポーランド人といった少数民族が多く含まれていた。

## 選挙
選挙に当たって生じた主な競争は、サユディスと共産党独立派の間のものだった。独立国家としてのリトアニアを最終目標とする点については両者の考えは一致していたが、サユディスが即座の行動を提唱したのに対し、モスクワの干渉を恐れる共産党独立派は漸進的なアプローチを採ることを訴えた。
サユディスは政党ではなく、公式統計にも反映されることはなかった。しかし、所属政党によってではなく候補者の人格によって推薦を行うサユディスの方針は、候補者の支持率に大きな影響を及ぼした。サユディスが推薦した候補のなかには多くの共産党候補も含まれていた。共産党以外の党からも候補は出馬したが、それた新生政党の支持は強くはなかった。また、共産党反独立派の候補者のなかでリトアニア独立を支持した者はいなかった。選挙に登録した候補は522人いたが、そのうち50人は投票日以前に脱落した。残る472候補のうち201人が共産党独立派から、79人が共産党反独立派から出馬し、139人は無所属だった。2月24日の初回投票では90人の議員が選出され、決選投票は51の選挙区で3月上旬に行われた。当初3月10日に予定されていた決選投票は、最高会議の開催を可能な限り早めるために4日、7日、8日に前倒しされた。ロシア人とポーランド人の多い6の選挙区では投票率が規定に達しなかったため、決選投票は4月7日と21日に持ち越された。
| 所属政党          | 獲得議席数 | うち、サユディスの推薦を受けた議員数 |
| ----------------- | ---------- | ------------------------------------ |
| 無所属            | 64         | 58                                   |
| 共産党独立派      | 46         | 17                                   |
| 社会民主党        | 9          | 9                                    |
| 共産党反独立派    | 7          | 0                                    |
| 緑の党            | 4          | 4                                    |
| 民主党            | 3          | 1                                    |
| キリスト教民主党  | 2          | 2                                    |
| 共産青年同盟 (en) | 0          | 0                                    |
| 合計              | 135        | 91                                   |

最終的に当選した135人のうち、91人がサユディスの推薦を受けた者だった（派閥の区分が不鮮明であったため、異なる人数を示す資料も存在する）。その後、共産党の党員数は減少を続けた。共産党独立派は独立支持を打ち出して組織改革を続けたが、支持の回復には至らなかった。これについては、共産党のキャンペーンが受動的で、また候補者の知名度もサユディスの著名人に比べ劣っていたためとの指摘がある。また、この選挙はリトアニア独立に関する国民投票として位置づけられていたため、すべての有権者はサユディスを支持する実質的な義務を負っていたとも言われる。

## 独立宣言
半ば公的な議員の召集（お茶会）は初回投票の直後から始まり、初回投票から初めの決選投票までの間にいくらかの重大な取り決めも「お茶会」においてなされた。最高会議は独立宣言のために可能な限り早急に召集された。議員らが恐れたのは、3月12日の連邦人民代議員大会の期間中にゴルバチョフがソビエト連邦大統領に就任し、連邦での影響力を増すことだった。具体的には、リトアニア人らはゴルバチョフがソ連分裂を不可能にする法案を通過させることを恐れていた。
3月10日の召集は、まだ決選投票の結果の出揃わぬうちに行われた。この際に選挙結果を検証するための委員会も選出されたが、検証作業には時間を要したために最高会議は翌11日の朝9時まで延期された。3月11日にはサユディスのヴィータウタス・ランズベルギス候補が、共産党独立派書記長のブラザウスカス候補を91対38で下して最高会議議長に選出された。同日、最高会議はその名称を「最高会議―再建セイマス」(lt) と変え、リトアニア国家再建法を賛成124票、棄権6票、反対なしで可決した。国章は1918年以来のものに戻され、ソビエト連邦憲法も廃止してソ連による占領以前の独自の憲法を復活させることが決定された。これは、戦間期のリトアニアと独立回復後のリトアニアの法的同一性を強調するための象徴的な行為だった。かくして、リトアニア共和国はソビエト連邦から独立した。